# Albert Dejonghe
Albert Dejonghe (Middelkerke, 14 febbraio 1894 – Middelkerke, 23 febbraio 1981) è stato un ciclista su strada belga.
Professionista dal 1914 al 1926, conta la vittoria di una Parigi-Roubaix e di una tappa al Tour de France.

## Carriera
Ottenne quattro vittorie in tredici anni di professionismo: una tappa al Circuit des Champs de Bataille nel 1919, la Parigi-Roubaix nel 1922, una tappa al Tour de France 1923 e la Paris-Angers nel 1926. Partecipò a nove edizioni del Tour de France, con due piazzamenti nei primi dieci, e ottenne due podi al Giro delle Fiandre: secondo nel 1920 e terzo nel 1923. Era fratello del ciclista Henri Dejonghe.

## Palmarès
- 1919 (J. B. Louvet, una vittoria)

2ª tappa Circuit des Champs de Bataille (Bruxelles > Laeken)
- 1922 (individuale, una vittoria)

Parigi-Roubaix
- 1923 (La Française, una vittoria)

4ª tappa Tour de France (Brest > Les Sables-d'Olonne)
- 1926 (J. B. Louvet, una vittoria)

Paris-Angers

## Piazzamenti

### Grandi Giri
- Tour de France

1914: ritirato (8ª tappa)
1919: ritirato (2ª tappa)
1920: ritirato (3ª tappa)
1921: ritirato (9ª tappa)
1922: ritirato (2ª tappa)
1923: ritirato (6ª tappa)
1924: ritirato (4ª tappa)
1925: 5º
1926: 6º

### Classiche monumento
- Giro delle Fiandre

1919: 5º
1920: 2º
1921: 4º
1923: 3º
1925: 16º
- Parigi-Roubaix

1919: 24º
1921: 24º
1922: vincitore
1923: 7º
1924: 7º
1925: 7º
- Liegi-Bastogne-Liegi

1921: 7º